# 小池恵子
小池 恵子（こいけ けいこ）は、日本の漫画家。宙出版のティーンズラブ誌「恋愛白書パステル」でデビューし、その後は竹書房のファミリー向け4コマ漫画誌で主に活動。

## 作品リスト

### 連載終了
- あれるげん。（恋愛白書パステル 1999年5月号 - 2005年5月号、全2巻（未完））

『まんがライフWIN』にて『あれるげん。R（リターンズ）』として加筆修正して再掲載され、竹書房より宙出版版2巻収録分の続きから『あれるげん。R』『あれるげん。S（スーパー）』『あれるげん。F（ファイナル）』として計3巻が刊行されている。
- ななこまっしぐら!（まんがライフ 2004年7月号 - 2020年4月号 / まんがくらぶオリジナル 2003年5月号 - 2007年1月号、全12巻）
- Spring!!（まんがタイムラブリー 2004年12月号 - 2008年5月号、全1巻）
- うちは寿!（まんがくらぶ 2006年2月号（ゲスト掲載）、同年7月号 - 2013年11月号、全5巻）

ゲスト掲載時のタイトルは「ことぶき家の人々」。
- おかあさまといっしょ（まんがくらぶオリジナル 2007年2月号 - 2012年1月号、全3巻）
- 路傍（みちばた）のミオ（まんがくらぶオリジナル 2012年5月号 - 2014年12月号（最終号）、まんがライフオリジナル 2015年3,4月号およびまんがライフ 2015年5月号にゲスト扱いで掲載後、全2巻）
- 迷走乙女日記（まんがくらぶ 2014年5月号 - 2016年10月号、全1巻）